# 大泉郵便局 (東京都)
大泉郵便局（おおいずみゆうびんきょく）は東京都練馬区にある郵便局。民営化前の分類では集配普通郵便局であった。

## 概要
住所：〒178-8799 東京都練馬区大泉学園町4-20-23

## 沿革
- 1987年（昭和62年）6月15日 - 練馬大泉郵便局として、練馬区大泉学園町四丁目に開局[1]。
- 1991年（平成3年）11月5日 - 大泉郵便局に改称。
- 2000年（平成12年）8月14日 - 外国通貨の両替および旅行小切手の売買に関する業務取扱を開始。
- 2007年（平成19年）10月1日 - 民営化に伴い、併設された郵便事業大泉支店に一部業務を移管。
- 2012年（平成24年）10月1日 - 日本郵便株式会社発足に伴い、郵便事業大泉支店を大泉郵便局に統合。
- 2016年（平成28年）2月15日 - ゆうゆう窓口の24時間営業を廃止。

## 取扱内容
- 郵便、印紙、ゆうパック、内容証明
- 貯金、為替、振替、振込、国際送金、外貨両替、国債、投資信託
- 生命保険、バイク自賠責保険、自動車保険
- ゆうちょ銀行ATM
- 練馬区内の一部地域（〒178-xxxx）の集配業務
- ゆうゆう窓口

## 周辺
- 大泉北地域集会所（旧・練馬区役所 大泉北出張所）
- 練馬区立大泉学園中学校
- 練馬区立大泉学園緑小学校

## アクセス
- 西武池袋線 大泉学園駅から北へ約1.9km（徒歩約22分）
- 西武バス 大泉郵便局[2]停留所下車
- 東京外環自動車道 大泉ICから北西へ約1.6km、関越自動車道 練馬ICから北西へ約2.5km
- 駐車場あり：4台